# 梅日齐姆斯站
梅日齐姆斯站是里加-陶格夫匹尔斯铁路线上的一座火车站，位于陶格夫匹尔斯市郊。自2011年起，客运列车不再停靠此站。